# Gobiraptor
Gobiraptor (il cui nome significa "ladro del Gobi") è un genere estinto di dinosauro teropode oviraptoride vissuto nel Cretaceo superiore, circa 70 milioni di anni fa (Maastrichtiano), in quella che oggi è la Formazione Nemegt, in Mongolia. Il genere contiene una singola specie, ossia G. minutus, nota per singolo esemplare incompleto: l'olotipo MPC-D 102/111. L'animale sembrerebbe non essere strettamente imparentato con gli altri oviraptoridi con cui ha condiviso il suo ambiente.

## Descrizione

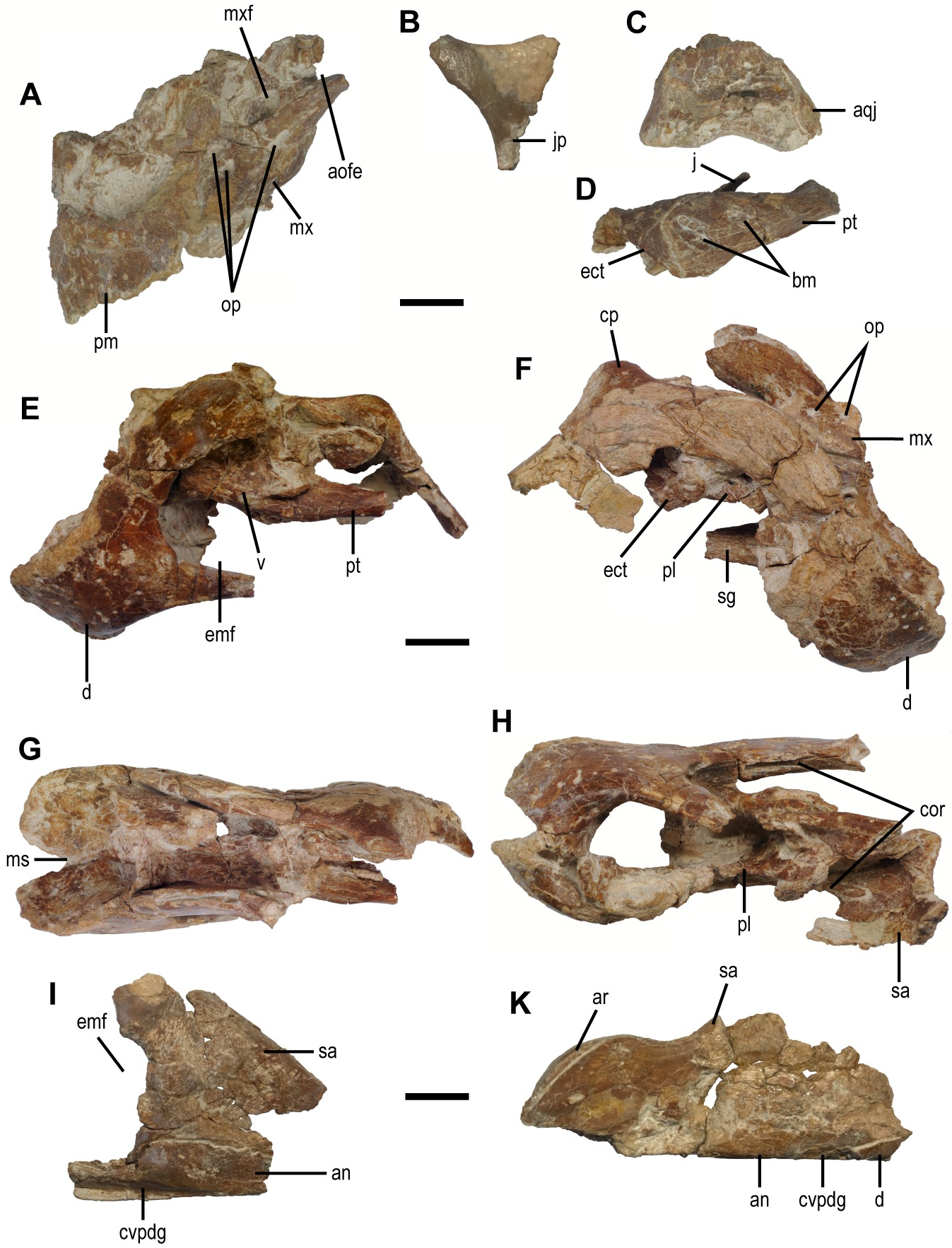
Elementi cranici

Gli autori descrittivi di Gobiraptor, indicano una serie di tratti distintivi. Alcuni di questi sono autapomorfie, caratteri derivati unici. L'osso quadrato ha una sfaccettatura piatta che mette venendo in contatto con il quadrato-giugale. La sinfisi delle mandibola, in cui sono fuse nella parte anteriore, è estremamente addensata nella parte frontale superiore, mentre la superficie superiore è espansa nella parte posteriore. Sul lato interno superiore, ogni lato della mandibola presenta una rudimentale mensola triturante perforata da quattro piccoli forami occlusali ovali. Lo stesso ripiano ha una cresta debolmente sviluppata che corre lungo il suo bordo interno. L'osso coronoideo si incunea nella parte inferiore del processo posteriore superiore del dentario.
Inoltre, gli autori descrivono una combinazione unica di tratti che di per sé non sono unici. La parte della mandibola di fronte alla grande apertura laterale esterna è allungata orizzontalmente. La mandibola manca del ramo inferiore nella parte anteriore, contribuendo alla sinfisi. È presente un osso coronoideo separato. Sul femore il piccolo trocantere è separato dal grande trocantere da una fenditura.

## Scoperta e denominazione

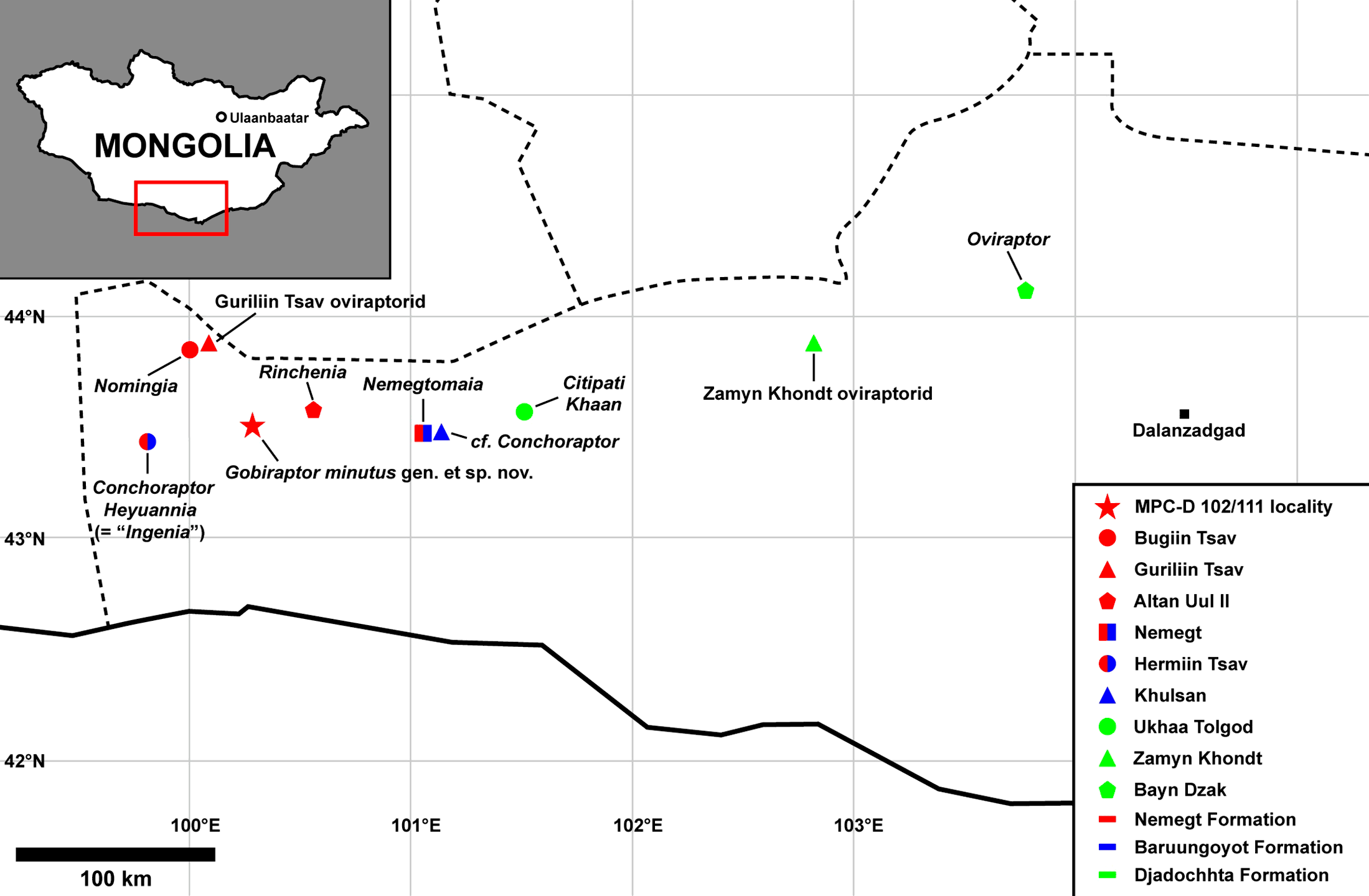
Mappa che mostra la presenza di Gobiraptor e altri oviraptorosauri nel deserto del Gobi meridionale

Nel 2008, la Spedizione Internazionale sui Dinosauri Corea-Mongolia scopri lo scheletro parziale di un oviraptorosauro nel sito di Altan Uul III nella provincia dell'Ômnôgov', nel deserto del Gobi. Il fossile venne preparato da Do Kwon Kim.
Nel 2019, la specie tipo Gobiraptor minutus è stata nominata e descritta da Sungjin Lee, Yuong-Nam Lee, Anusuya Chinsamy, Lü Junchang, Rinchen Barsbold e Khishigjav Tsogtbaatar. Il nome generico, Gobiraptor, combina un riferimento al Gobi, con la parola latina raptor ossia "ladro". Il nome specifico, minutus, deriva sempre dal latina e significa "minuto", in riferimento alle piccole dimensioni dell'esemplare. Poiché la scoperta e la denominazione dell'esemplare è stata pubblicata in una pubblicazione elettronica, gli identificatori di Life Science erano necessari per la sua validità. Questi erano 16FF31F-8492-4BB4-9961-53E586A136EC per il genere e 53F0E7D7-EB76-4B8F-8801-AED4FE792E8C per la specie.
L'olotipo, MPC-D 102/111, è stato trovato in uno strato della Formazione Nemegt, probabilmente risalente al primo Maastrichtiano, circa 70 milioni di anni. L'olotipo consiste in uno scheletro parziale con teschio. Contiene il lato inferiore del cranio, un postorbitale sinistro, entrambi i rami mandibolari, l'ultima vertebra sacrale collegata alle prime due vertebre caudali, una serie di sette vertebre frontali o centrali, chevron, l'articolazione della spalla destra con un pezzo dell'omero, bacino, entrambi i femori e il piede sinistro. L'esemplare rappresenta un individuo giovane.

## Paleobiologia
Gobiraptor viveva in un habitat mesico, per metà asciutto. Siccome il piede dell'animale non era arctometatarsale e l'esemplare non mostra particolari adattamenti alla corsa, è improbabile che Gobiraptor fosse carnivoro. Ogni ramo mandibolare presenta una piastra di macinazione nella parte superiore con piccoli fori sulla superficie. La spessa parte anteriore della mandibola sembra essersi specializzata per la frantumazione di alimenti duri come i bivalvi (durofagia) e i semi (granivoria).